# گیرک

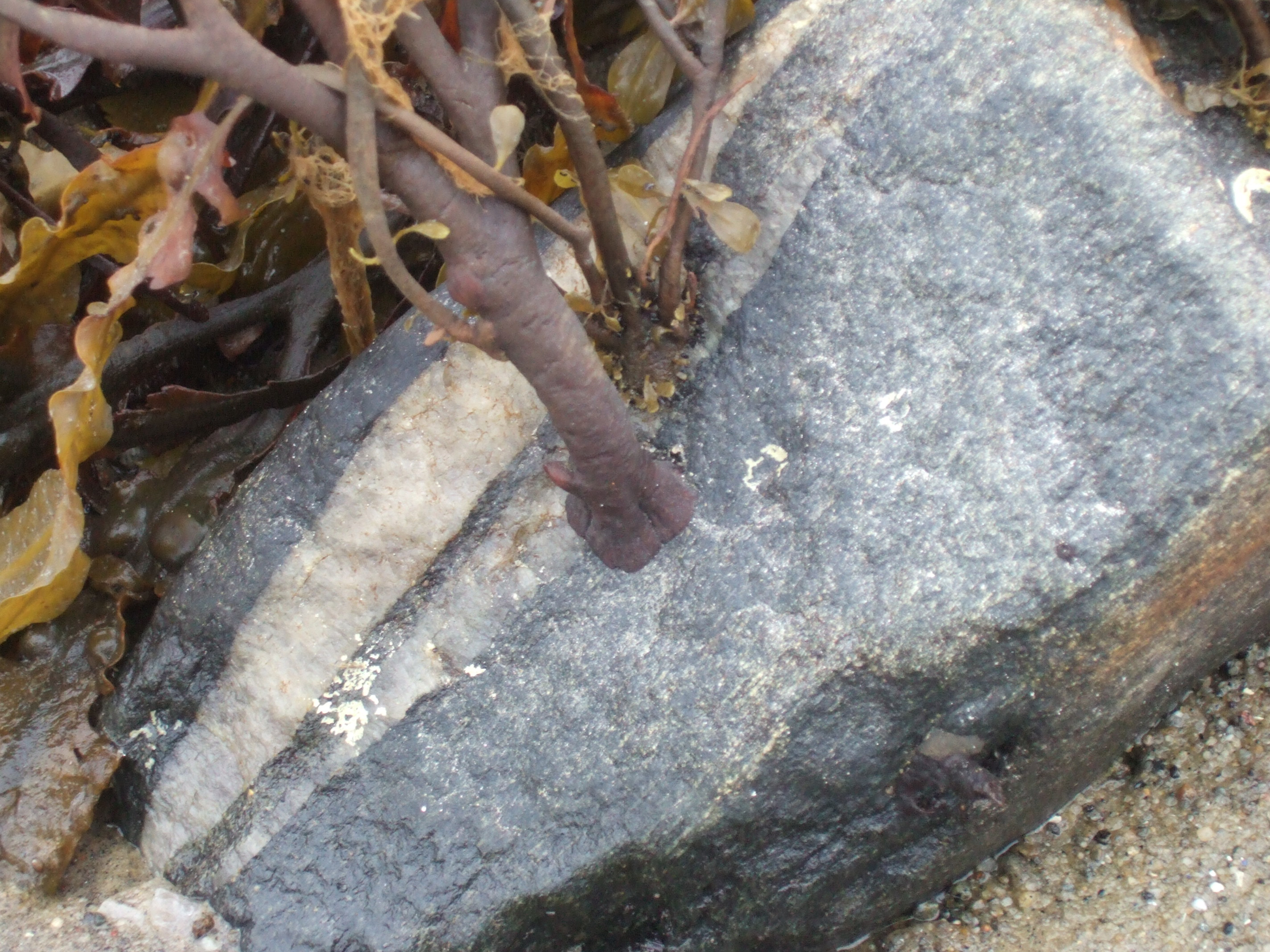
یک جلبک دریایی که با گیرک به سنگ چسبیده است.

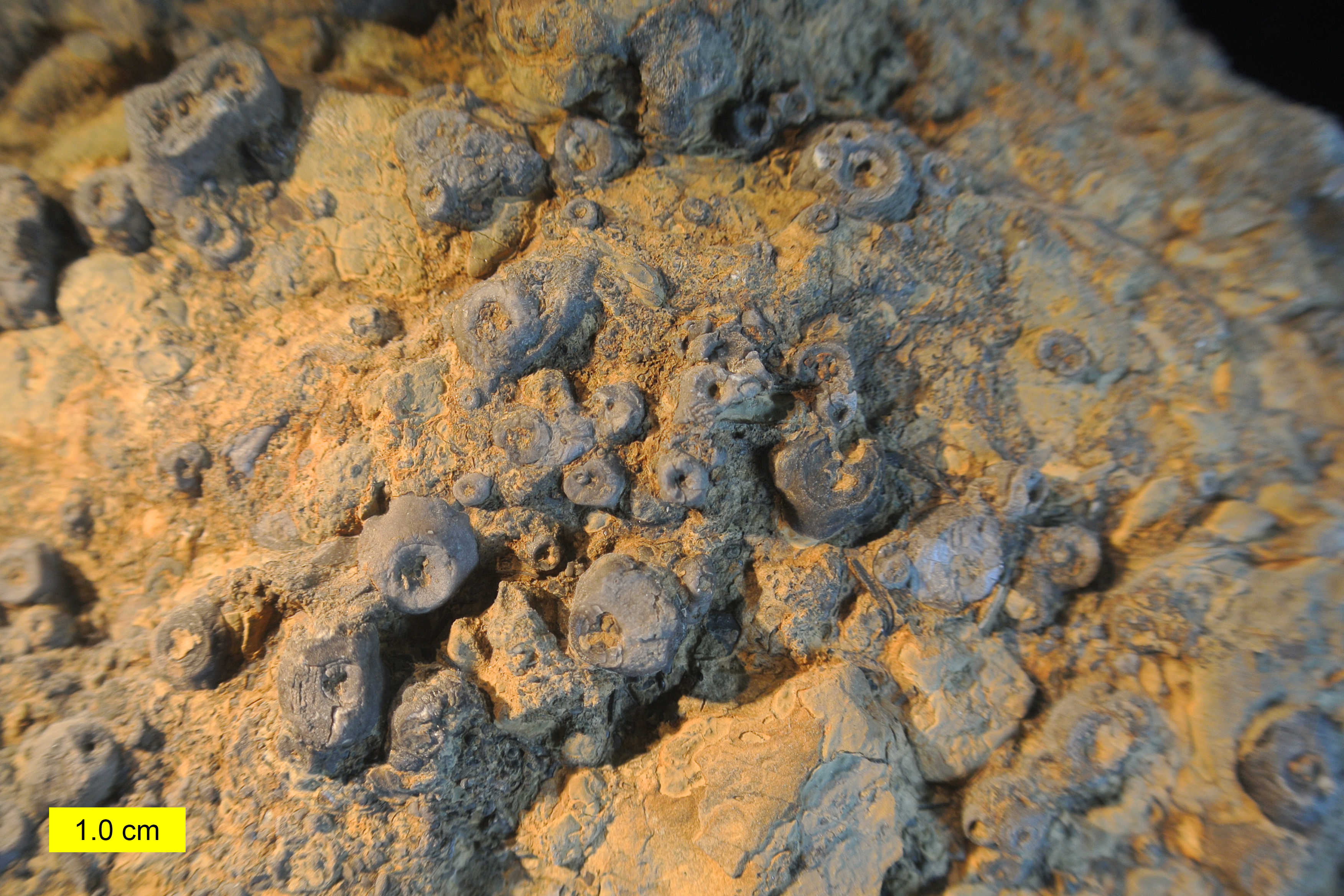
گیرک‌های نخست‌لاله‌وشان که به سختگاه‌های کربناته دوره اردویسین چسبیده است. یوتا.

گیرک (holdfast) ساختار ریشه‌مانندی است که ارگانیزم‌های ناجنبنده آبزی را به سنگ و کف دریا لنگر می‌کند.
پایه بسیاری از جلبک‌های دریایی به وسیله گیرک به جسم جامد غوطه‌ور در آب متصل شده‌اند. دیگر جانداران گیرک‌دار عبارتند از لاله‌وشان ساقه‌دار، مرجانیان کف‌زی و اسفنج‌های دریایی.